# Drogentourismus
Drogentourismus bezeichnet die Spezialform des Grenztourismus, bei der die Beschaffung oder der Konsum von Betäubungsmitteln in einem anderen Land im Vordergrund steht.

## Hintergrund
Der Drogentourismus wird meist durch unterschiedliche Drogengesetzgebungen in den verschiedenen Ländern bedingt. So wird z. B. der Verkauf von Haschisch und Marihuana in den Niederlanden unter bestimmten Auflagen in legalen Coffeeshops polizeilich geduldet, in anderen Ländern wie Frankreich jedoch nicht. Die Ein-, Aus- und Durchfuhr von Cannabis bleibt trotz der teilweisen Legalisierung in Deutschland verboten. Der deutsche Zoll warnt daher Konsumenten zur Vermeidung von strafrechtlichen Konsequenzen ausdrücklich davor, im Ausland erworbenes Cannabis nach Deutschland einzuführen.
Auch in Tschechien gibt es Drogentourismus – hier jedoch durch leichtere Verfügbarkeit und niedrigere Preise verursacht. Touristen aus Deutschland und Österreich erwerben dort Marihuana und das unter dem Namen Pervitin bekannte Methamphetamin.
In Deutschland gibt es Befürchtungen, dass es mit der Legalisierung von Cannabis zu Drogentourismus kommt – ausgesprochen etwa durch Wolfram Britz, den Oberbürgermeister des direkt an der französischen Grenze gelegenen Kehl.
In Thailand gibt es seit der Legalisierung von Cannabis ebenfalls Drogentourismus.
Aus Peru wird über Drogentourismus zum Konsum von Ayahuasca, welches die in westlichen Ländern verbotene Droge Dimethyltryptamin enthält, berichtet.
Auch aus Marokko wird über Drogentourismus berichtet, da Cannabis dort trotz Verbot leicht erhältlich ist.

## Auswirkungen
Da grenznahe Coffeeshops in den Niederlanden ein Anziehungspunkt für zahlreiche Konsumenten aus den Nachbarländern sind, ist der Drogentourismus häufig unübersehbar und wird von den Anwohnern der niederländischen Ortschaften in den Grenzregionen als störend empfunden. Polizeikontrollen sind dadurch häufig auch eine Reaktion auf Beschwerden von Anwohnern.
Auf die Cannabislegalisierung in Thailand reagierten andere Länder in Südostasien mit verstärkten Kontrollen. Dort droht im Extremfall die Todesstrafe.

## Gegenmaßnahmen
In Amsterdam wurde zur Eindämmung des Drogentourismus ein Verbot des Cannabiskonsums in der Öffentlichkeit erlassen. In Uruguay, dem ersten Staat der Welt, der Cannabis legalisiert hat, ist dieses nur für Einwohner erhältlich, nicht für Touristen.

## Nationaler Drogentourismus
Zur Begrenzung der Begleiterscheinungen bei Heroin-Abhängigen ist die Einführung von Drogenkonsumräumen möglich, in denen der Konsum von Heroin und anderen harten Drogen durch sowohl durch intravenöses Spritzen, Rauchen und Schniefen geduldet wird, um Drogenabhängigen einen Konsum bei Einhaltung hygienischer Standards zu ermöglichen. Druckräume haben zum einen die Aufgabe, Abhängige mit sauberen Spritzen zu versorgen, um eine Infektion mit HIV, Hepatitis und anderen Infektionskrankheiten zu verhindern aber auch, den offenen Drogenkonsum auf der Straße zu verhindern. Da die Druckräume in einer Stadt häufig alle in einem festgelegten Quartier angesiedelt sind, lässt es sich auf diese Weise auch der Ort beeinflussen, an dem sich die harte Drogenszene etabliert.
Da trotz dieser Möglichkeit nicht alle Großstädte Druckräume in Form von sozialen Einrichtungen dulden, hat dies dazu geführt, dass Drogenabhängige aus entfernten Regionen regelmäßig in Städte pendeln, in denen sich aufgrund eines verfügbaren Drogenhilfesystems eine große Drogenszene polarisiert hat. So ist beispielsweise die Stadt Frankfurt am Main ein Anziehungspunkt für Drogenabhängige aus weiten Teilen Süd- und Westdeutschlands. Die Nähe der harten Drogenszene zum Frankfurter Hauptbahnhof begünstigt diesen Effekt.
In den USA, wo in 24 Bundesstaaten Freizeitmarihuana legalisiert ist, kommt es ebenfalls zu nationalem Drogentourismus – nicht nur wegen der fehlenden legalen Erwerbsmöglichkeiten in bestimmten Bundesstaaten, sondern auch aufgrund verschieden hoher Steuern auf solche Verkäufe.